# Sloboda-Veazivka, Narodîci
Sloboda-Veazivka (în ucraineană Слобода-В`язівка) este un sat în comuna Veazivka din raionul Narodîci, regiunea Jîtomîr, Ucraina.

## Demografie
Componența lingvistică a localității Sloboda-Veazivka
     Ucraineană (96,3%)
     Rusă (3,7%)
Conform recensământului din 2001, majoritatea populației localității Sloboda-Veazivka era vorbitoare de ucraineană (96,3%), existând în minoritate și vorbitori de rusă (3,7%).